# Flora (1795)
Flora fue una Fragata pesada de la Clase Flora botada en los Reales Astilleros de Esteiro (Ferrol) el 19/12/1795, bautizada con al alias o advocación a Santa María Magdalena de Pacís.
La clase Flora fue proyectada por el marino del cuerpo de ingenieros de la Real Armada don Julián Martín de Retamosa, considerado el “último gran innovador español de la arquitectura naval en madera”, quien diseñó de los mejores navíos de línea de la época. En cuanto a sus propiedades y comportamiento en la mar, resultaron excepcionales, demostrando el acierto del diseño. 
De la clase Flora se proyectaron cuatro unidades, en un principio armadas con 36-40 cañones además de obuses. Se conocen tres de ellas: la fragata Flora y la fragata Medea (Ferrol, 1797, alias Santa Bárbara) que eran idénticas, y la fragata Anfítrite (Ferrol, 1796, alias Santa Úrsula) con características ligeramente diferentes.
Que se conozca, hubo con anterioridad otras dos fragatas españolas con ese nombre: Fragata de 34 cañones, construida en los astilleros de Guarnizo en 1734-39 (dada de baja en La Habana en 1758); y la fragata ligera Flora (alias Santa Rosalía) de 24-28 cañones y 160 tripulantes, construida en 1747 en los astilleros de La Habana (perdida en 1762, y desguazada en 1764).
Hubo otras fragatas también definidas como la clase Flora, pero totalmente diferentes, de la Marina Real Británica, (con 36 cañones), diseñadas por Sir John Williams. Se construyeron 4 unidades: HMS Flora (1780), HMS Thalia (1782), HMS Crecent (1784), y HMS Romulus (1785).
En la Francia de la época también hubo una clase de fragata llamada La Flore que desarrolló más de un centenar de unidades (con variaciones) entre los años 1781 y 1813, tanto para la Armada francesa (La Royale, Marine nationale y Marine impériale según la época) como privadas (sin armamento). Entre ellas destaca la fragata La Flore Americaine (1784), con 32-34 cañones y 250 tripulantes. Con anterioridad, hubo una fragata La Flore (Brest, 1768-1785), con 32 cañones y 236 tripulantes, diseñada por Antoine Groignard.

## Características técnicas
Sus dimensiones eran de 42.13 metros (eslora de la cubierta de baterías), 11.98 metros (manga) y 7.52 metros (puntal en bodega), con un tonelaje de carga (arqueo) de 630 Toneladas.
Se trataba de un buque diseñado para albergar cañones de 24 libras-castellanas. No obstante, en 1796 disponía del siguiente armamento:
- En la cubierta superior de baterías: 28 cañones de 18 libras-castellanas.
- En el alcázar: 12 cañones de 6 libras-castellanas.
- En la cubierta de baterías: 8 obuses de 3 libras-castellanas.
- En el castillo de proa: 2 cañones u obuses de 24 libras-castellanas.

En 1803, en su penúltimo rearme, se le dotó de 28 cañones de 24 libras-castellanas en cubierta, 10 obuses de 24 libras-castellanas en el alcázar, y dos obuses de 24 libras-castellanas en el castillo de proa. Es decir, menos unidades pero de calibre más pesado. No obstante, debido al aumento de peso que afectaba su operatividad, en 1808 volvió a los antiguos calibres, en este caso dotándola de 26 cañones de 18 libras-castellanas, 2 cañones de 8 libras-castellanas, 2 obuses de 36 libras-castellanas, 6 obuses de 24 libras-castellanas, y 2 obuses de 3 libras-castellanas.
Según el “Sistema de clasificación de la Marina Real británica” de la época, la clase Flora se clasificaba como “Fragata 5ª Clase”.

## Primera Guerra de Coalición (1795-1797)
Durante la primera Guerra de Coalición contra la Francia revolucionaria (1792-1797), estuvo basada en el Departamento marítimo del Ferrol (que incluía la costa cantábrica y la costa gallega), realizando diferentes cruceros y comisiones en las cotas del Océano Atlántico y del Mar Cantábrico.

## División del capitán Lodares en el Mar Mediterráneo (1797-1798)
Durante el conflicto anglo-español que siguió, la fragata Flora queda encuadrada, como buque insignia, en la División del capitán de navío Juan de Lodares que actuará en el Mar Mediterráneo, dentro del Departamento marítimo de Cartagena. Su capitán de fragata sería don Joaquín Rodríguez de Rivera y Díaz de Córdova (Sevilla, 13/03/1757 – Cádiz, 14/06/1829), también como comandante de la División, siendo su segundo a bordo el teniente de navío don Tadeo Delverme.
A mediados de 1797, realiza una travesía entre Barcelona y Cádiz para el transporte de pertrechos militares a Málaga, exactamente 150.000 raciones de víveres destinados a los buques que invernaría en aquellos puertos, siendo acompañada por las fragatas Santa Sabina (1781), Santa Teresa (1787), Nuestra Señora de Soledad (1788) y el bergantín Vencejo.
Del 1 de octubre de 1797 hasta abril de 1978, la División quedó surta en Málaga, donde permaneció en estado de especial alerta ante las noticias de que una escuadra británica podría atacar Málaga desde Gibraltar, donde sólo actuó puntualmente convoyando algunos mercantes de bandera española. En ese momento, la División estaba formada por las fragatas Flora, la Nuestra Señora de Soledad (1788), la Santa Teresa (1787), y el bergantín Vencejo, con puerto en Málaga, y las fragatas Nuestra Señora de Guadalupe (1786) y la Venganza (1793) con puerto en Cartagena.

## Al Socorro de Baleares. Apresamiento de buques corsarios y de guerra británicos (1798-1799)
En mayo de 1798, la escuadra se dirige a Cartagena, donde se une a las otras dos fragatas (Guadalupe y Soledad) para dirigirse a Barcelona, en cuyo puerto debería de embarcar el Regimiento de Infantería de Borbón nº 47 (antigua Legión Real de los Pirineos) con destino a las islas Baleares, acción que nunca llegó a efectuarse. A partir de ese momento, y hasta 1801, la fragata Flora y su escuadra se dedica generalmente a suministrar apoyo logístico a las guarniciones de las islas Baleares, siempre siguiendo las directrices del teniente general don Francisco de Borja y Poyo, comandante del Departamento marítimo de Cartagena.
En octubre de 1798, la fragata Flora y resto de la escuadra capturaran una pequeña flota corsaria británica (una fragata, un bergantín, una falúa y un falucho), represando varios barcos españoles, todos los cuales fueron conducidos a Cartagena.
Con fecha de noviembre de 1798, la División de Juan de Lodares contaba con las fragatas Flora (al mando del capitán de fragata don Joaquín R. de Rivera, también como comandante de la División, y como segundo al teniente de navío Antonio Franco, con un total de 306 tripulantes), la Santa Casilda (1784), la Prosperina (1797), y la Pomona (1795).
En noviembre de 1798, durante una travesía entre Barcelona y las islas Baleares transportando tropas, artillería y caudales, las fragatas Flora y la Santa Casilda persiguen y capturan a la corbeta de guerra de la Marina Real Británica HMS Peterell (con 24 cañones y 114 tripulantes), la cual formaba parte de una gran flota británica a las órdenes del vicealmirante John Duckworth que intentaba invadir Menorca. La corbeta británica fue conducida a puerto por el segundo al mando de la fragata Flora, el teniente de navío don Antonio Franco, que tubo que lidiar con unos prisioneros muy problemáticos y la presencia en las inmediaciones de buques enemigos, para finalmente ser apresado por los británicos en la isla de Cabrera. Las cuatro fragatas españolas de la División, incluida la Flora, evadieron a la flota británica, regresando a puerto entre el 15 y 19 de noviembre, y entregando intacta su carga.
En diciembre de 1798, una vez que Menorca había caído en manos británicas, las acciones de la División se centran en apoyo logístico a la isla de Mallorca. No obstante, la presencia británica en las costas del levante español dificultaba la tarea. En esos momentos, la División la formaban las fragatas Flora (al mando del capitán de fragata don Joaquín R. de Rivera, también como comandante de la División), la Nuestra Señora de Guadalupe (1786), la Prosperina (1797), la Pomona (1795) y la Santa Teresa (1787).
El 1 de enero de 1799, Juan de Lodares zarpa desde Cartagena con las 5 fragatas, interceptando al bergantín corsario británico Herald, siendo apresado y conducido a Cartagena. 
El 11 de enero de 1799 fondean en Alicante, donde se embarca numerosa artillería destinada a las lanchas cañoneras para la defensa de Mallorca. Acto seguido, y por Real Orden, la División se divide en dos grupos para operar independientemente: Por un lado las fragatas Flora, la Pomona (1795) y la Nuestra Señora de Guadalupe (1786) al mando directo de Juan de Lodares, con base en Cartagena; y por otro lado las fragatas Santa Teresa (1797) y la Proserpina (1797) al mando de Pérez Sigler, con base en Alicante.
En febrero de 1799, las fragatas Flora y la Guadalupe embarcan tropas del Regimiento Suizo V (al mando del Coronel don Carlos Yann) en Mallorca con destino a Tarragona. A la altura de Tortosa sufrieron un fuerte viento, que provocó que ambas fragatas se separasen: la Flora hacia Tarragona, y la Guadalupe hacia Barcelona donde, percatándose que dos buques británicos le seguían, fondeó y desembarcó a los suizos. 
En marzo de 1799, cuando ambas fragatas se dirigían a Alicante para la carga de pertrechos, fueron interceptadas por una flotilla británica. En la persecución, la Guadalupe encalló en los bajos del cabo San Antonio, naufragando y pereciendo ahogados la mayor parte de la tripulación. La fragata Flora pudo escapar, retornando sola a puerto, y desembarcando la carga.
A finales de marzo de 1799, por enfermedad de Juan de Lodares, el capitán de navío don Pedro Colmenares pasa al mando de la División, continuando con los cruceros entre el Levante y las islas Baleares, generalmente en viajes de una o dos fragatas, excepto cuando había que convoyar barcos mercantes. A finales del año 1799, la División disponía de 3 fragatas: La Flora como buque insignia (al mando del capitán de fragata don Joaquín R. de Rivera), la Venganza (1793) y la Prosperina (1797).

## SigloXIX
En febrero de 1802, la fragata Flora queda bajo el mando del capitán de navío don Ángel Rafael de Hore y Dávila, uniéndose a la escuadra del almirante don Domingo de Nava-Grimón y Porlier. 
En septiembre y octubre de 1802, la escuadra de don Domingo, compuesta por los navíos de línea Reina María Luisa (1791) y Argonauta (1798), las fragatas Flora y la Nuestra Señora de Atocha (1789), transportan desde Liorna a Barcelona a los Reyes de Etruria (Luis I de Borbón-Parma y María Luisa de Borbón) con sus dos hijos. Los reyes viajaron a España con la intención de estar presentes en el enlace real entre el Príncipe de Asturias (futuro Fernando VII) y a la Princesa de Nápoles (María Antonia de Nápoles), aún por retrasos no pudieron asistir.
En 1803 se le dota de cañones de 24 libras-castellanas. No obstante, viendo que esta carga adicional afectaba su operatividad, se procedió a retirarlos, pero sin ser rearmada de nuevo. A principios de 1805 se encontraba todavía desarmada y asignada al Departamento marítimo del Ferrol. En agosto de 1805, ahora al mando del capitán de fragata don José Pérez Sigler, se incorpora a la escuadra franco-española del vicealmirante Villeneuve, llegando a Cádiz el 20 de agosto. La fragata Flora no combatió en primera línea en la batalla de Trafalgar, aún debió de estar presente en la zona como apoyo logístico.
En 1808 es habilitada y rearmada en Cádiz (se vuelve a los cañones de 18 libras-castellanas) para incorporarse, junto a 5 navíos de línea y otras embarcaciones menores, a la escuadra del almirante Juan Ruiz de Apodaca, que rindió a la escuadra francesa del almirante François Étienne de Rosily-Mesros en la batalla de la Poza de Santa Isabel (junio de 1808). La fragata formó parte de la División de exploración y protección de la bahía, junto con otras embarcaciones ligeras.
El 1 de septiembre de 1808, al mando del capitán de fragata don Fermín Esterripa, zarpa desde Cádiz hacia Montevideo junto a la fragata La Prueba (1800). Llegan el 26 de mayo de 1809 con azogues al puerto de San Fernando de Maldonado. Tras una inspección (con 13 años de servicio), la fragata se consideró en "buen estado".
Tras dos años sin actuar sobre ella, en febrero de 1810 fue de nuevo revisada en el Apostadero Naval de Montevideo para determinar si merecía la pena repararla o venderla. El 1 de septiembre de 1810, bajo el mando del capitán de navío don José María Salazar, seguía desarmada en el puerto de Montevideo, con la necesidad de ser carenada.
Finalmente, por Real Orden de 10 de abril de 1812, se ordena su desguace debido a su mal estado y ser imposible su carenado a flote.
Lo último que se conoce de la fragata Flora es que en octubre de 1813 (durante la emancipación de los territorios del virreinato de La Plata) se encontraba en Montevideo (todavía bajo poder realista) utilizándose como prisión flotante (pontón).